# Todd Williams
Todd Lamonte Williams (Bradenton, Florida; 9 de abril de 1978-6 de enero de 2014) fue un jugador profesional de fútbol americano que jugaba en la posición de offensive tackle. Fue seleccionado por Tennessee Titans en la séptima ronda del Draft de la NFL de 2003. Jugó como colegial en Florida State.
También participó con Tampa Bay Buccaneers y Green Bay Packers en la NFL, San Jose SaberCats en la Arena Football League y California Redwoods en la United Football League.